# Anders Nordström (arkitekt)
Karl Anders Nordström, född 20 juli 1926 i Uppsala, död 25 april 2001 i Katarina församling, Stockholm, var en svensk arkitekt.
Nordström, som var son till direktör Einar Nordström och Carin Boström, avlade studentexamen i Uppsala 1945 och utexaminerades från Kungliga Tekniska högskolan 1953. Han anställdes hos Erik och Tore Ahlsén i Stockholm 1952, blev assistent på länsarkitektkontoret i Luleå 1956, var biträdande stadsarkitekt i Uppsala 1958–1959, bedrev egen arkitektverksamhet från 1957 och var tillsammans med Hans Matell delägare i Matell & Nordströms arkitektkontor i Uppsala från 1960. 
Nordström var ledamot av interimsstyrelsen och styrelsen för Svenska Arkitekters Riksförbunds pensionskassa 1955–1956, styrelsesuppleant i Svenska Arkitekters Riksförbund 1962 och styrelseledamot i Uppsala-Gävle-Dala arkitektförening 1962. Han ritade bland annat villor, affärs- och bostadshus, skolor samt industribyggnader.
Anders Nordström är gravsatt i minneslunden på Skogskyrkogårdeni Stockholm.